# هربرت ر. هنت
هربرت ر. هنت (بالإنجليزية: Herbert R. Hunt)‏ هو مهندس معماري أمريكي، ولد في 1885 في لوويل في الولايات المتحدة، وتوفي في 1961 في بروفيدنس في الولايات المتحدة.